# Deus otiosus
Deus otiosus, latin för "en overksam gud".
Det är inte ovanligt att den högste guden bland olika folk anses overksam och inte heller är föremål för kult. I stället räknar man med att det är lägre gudomliga väsen som ingriper i människors liv som skall blidkas med offer.
Även inom monoteistiska religioner som kristendomen har det förekommit teorier om en overksam gud. Den kristne guden skulle ha skapat världen med naturlagarna, men sedan lämnat den att gå för sig självt som ett urverk. Det kan då bli en förklaring till teodicéproblemet.